# Sawuzee
De Sawuzee, historisch ook wel Savoezee genoemd, is vernoemd naar het Indonesische eiland Savoe of Sawu. De randzee van de Indische Oceaan is gelegen tussen Flores in het noorden, Sumba in het westen, Savoe in het zuiden en Timor in het oosten. Ten noorden van de Sawuzee ligt de Floreszee en ten zuidoosten de Timorzee.

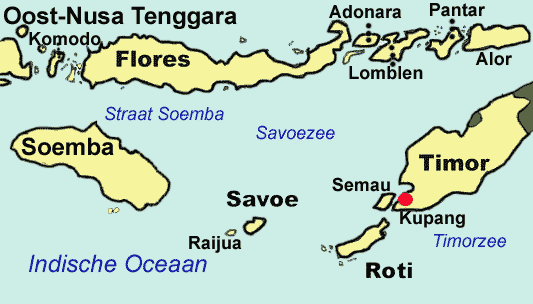
Sawuzee